# 人类生态系统

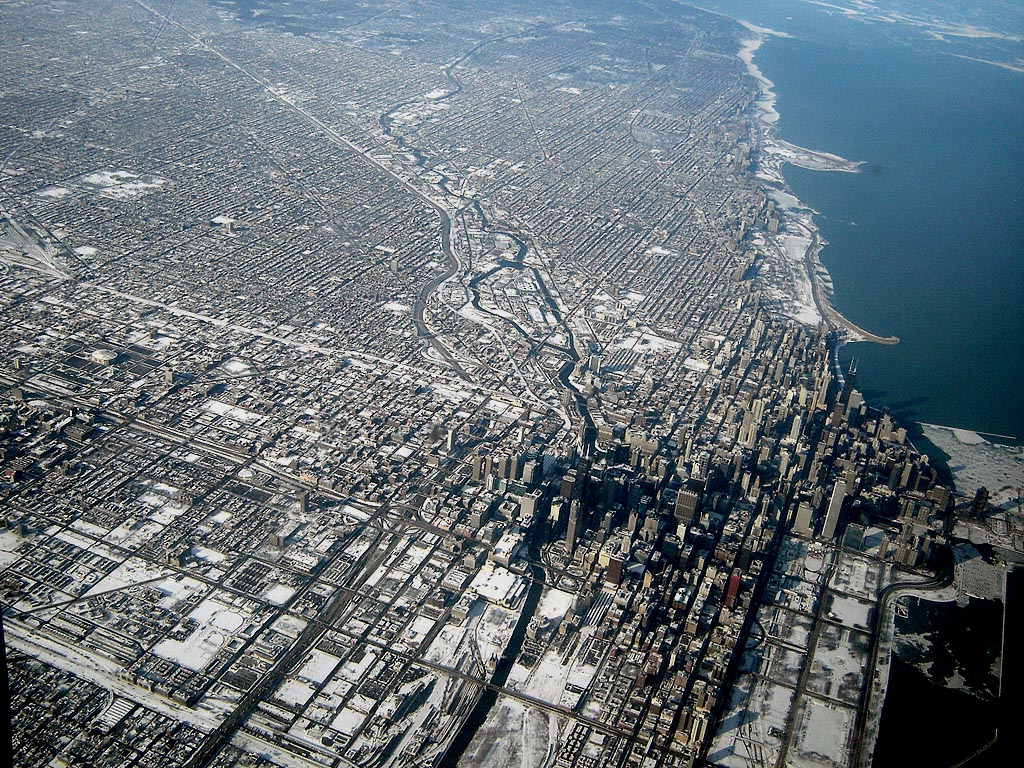
人类生态系统的鸟瞰图一例。图为美国芝加哥。

人类生态系统是人類世中由人类主导的生态系统，一些概念模型认为它是一种复杂的控制论系统，这些模型越来越多地被生态人类学家等学者用来研究人类社区的生态方面，从而将诸如经济、社会政治组织、心理因素以及与环境相关的物理因素等多种因素与环境之间的关系整合在一起。
人类生态系统包含三个主要的组成概念：人类环境单元（一个人或一群人）、环境、各组分之间以及组分内部的相互作用和交流。整体环境包括三个概念上截然不同但相互关联的环境：自然环境、人工环境和人类行为环境。这些环境为生命提供了必要的资源和条件，并构成了生命维持系统。 

## 延伸阅读
- Basso, Keith 1996 “Wisdom Sits in Places: Landscape and Language among the Western Apache.” Albuquerque: University of New Mexico Press.
- Douglas, Mary 1999 “Implicit Meanings: Selected Essays in Anthropology.” London and New York:  Routledge, Taylor & Francis Group.
- Nadasdy, Paul 2003 “Hunters and Bureaucrats: Power, Knowledge, and Aboriginal-State Relations in the Southwest Yukon.” Vancouver and Toronto: UBC Press.